# コンベンション・センター

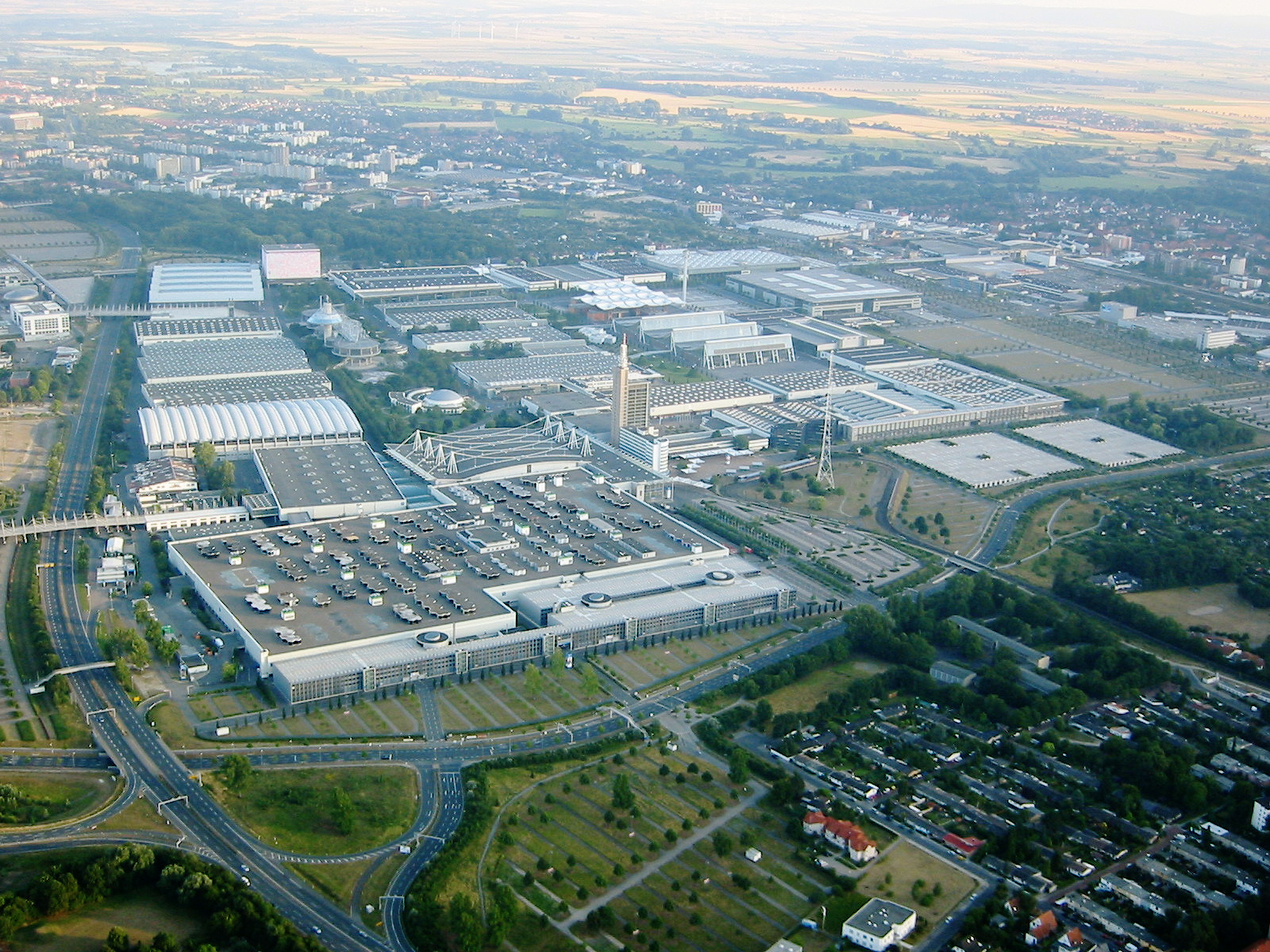
ハノーファー国際見本市会場

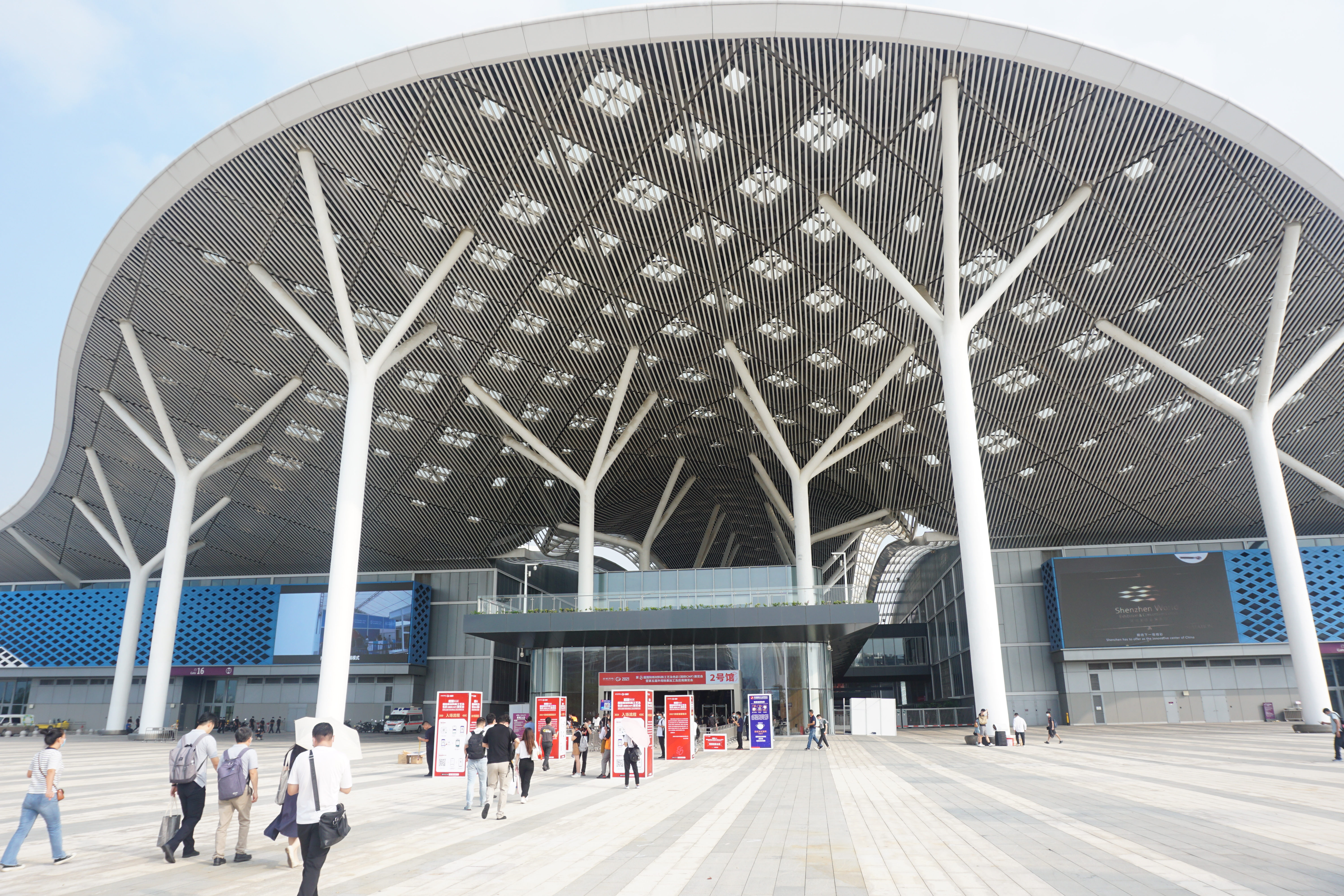
深圳国際会展中心

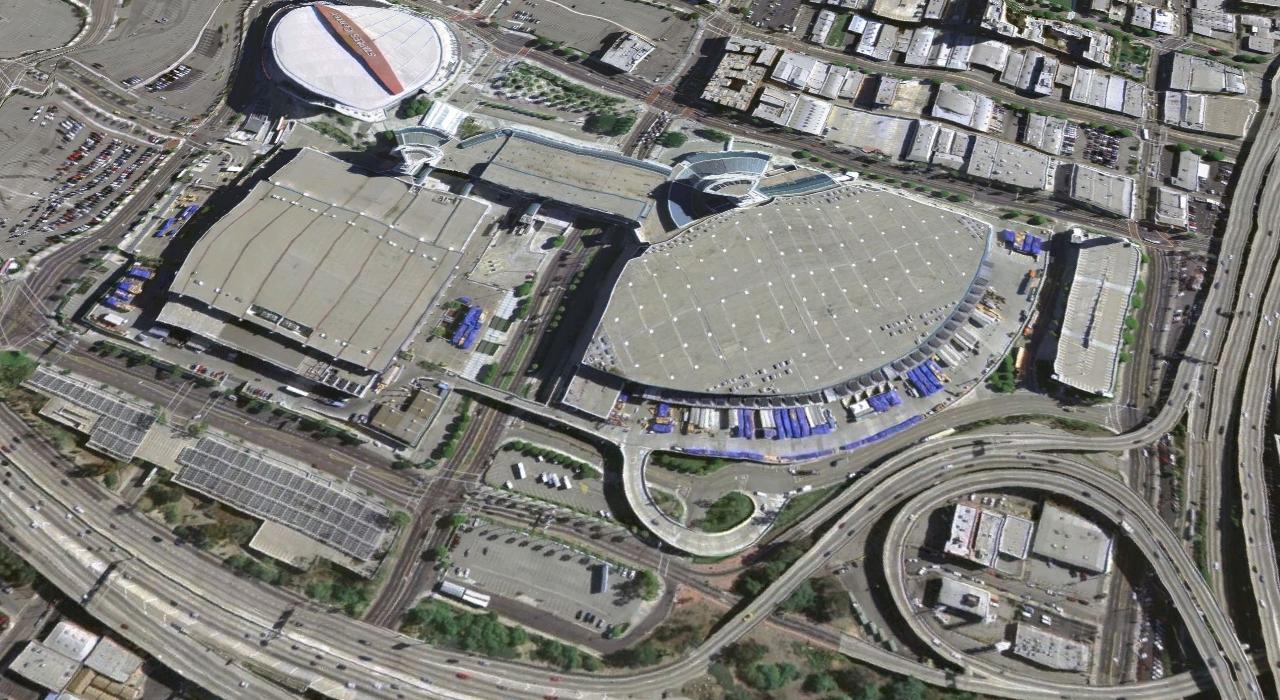
ロサンゼルス・コンベンション・センター

コンベンション・センター（米: convention center，英: exhibition centre）は、見本市（展示会）や会議を行うことを主要な事業とする複合施設である。日本では会議場（かいぎじょう）と呼ばれることが多い。また、近年ではこれらの複合施設を中心に据えた観光視点からの取り組みとして、MICE施設と呼称されることもある。

## 概要
コンベンション・センターは大都市や開発地区につくられることが多いが、小さな都市にも存在する。小さな都市では、その地域の特色にあった見本市を多く行うこともあり、学会など各地持ち回りで開かれるコンベンションなどの全国的な会議も開催される。日本の場合、展示面積や収容人数等の明確な定義・基準はないが、複数の会議室のほか、最低400平方メートル以上のホールを1つ以上保有する施設を指すことが多い。
世界最大のコンベンション・センターは、ドイツのハノーファーにあるハノーファー国際見本市会場（de:Deutsche Messe AG）である（2023年時点）。現在第3位の深圳国際会展中心の増築が完了すると、世界最大を更新する予定。
日本国内においては東京ビッグサイト（東京都、展示面積・約11.8万平方メートル）が最大で、次いで幕張メッセ（千葉県、約7.2万平方メートル）、インテックス大阪（大阪府、約7万平方メートル）、愛知県国際展示場（Aichi Sky Expo）（愛知県、約6万平方メートル）と続く。

## 施設の名称
- 見本市会場 - 見本市に多く利用されることから。
- 国際展示場 - 国際的な展示企画が多く行われることから。
- 国際会議場
- 国際会館

※ 特に展示会などを行う施設を指して展示場や展示ホールとも呼ばれる。また、「産業見本市」や「産業会館」と呼ばれることもある。

## ギャラリー

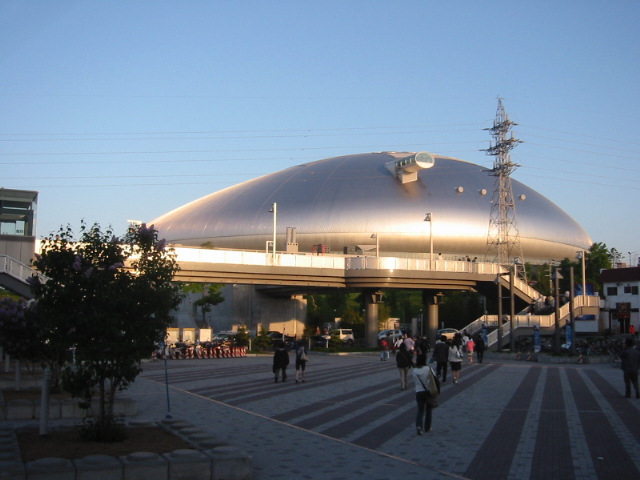
札幌ドーム
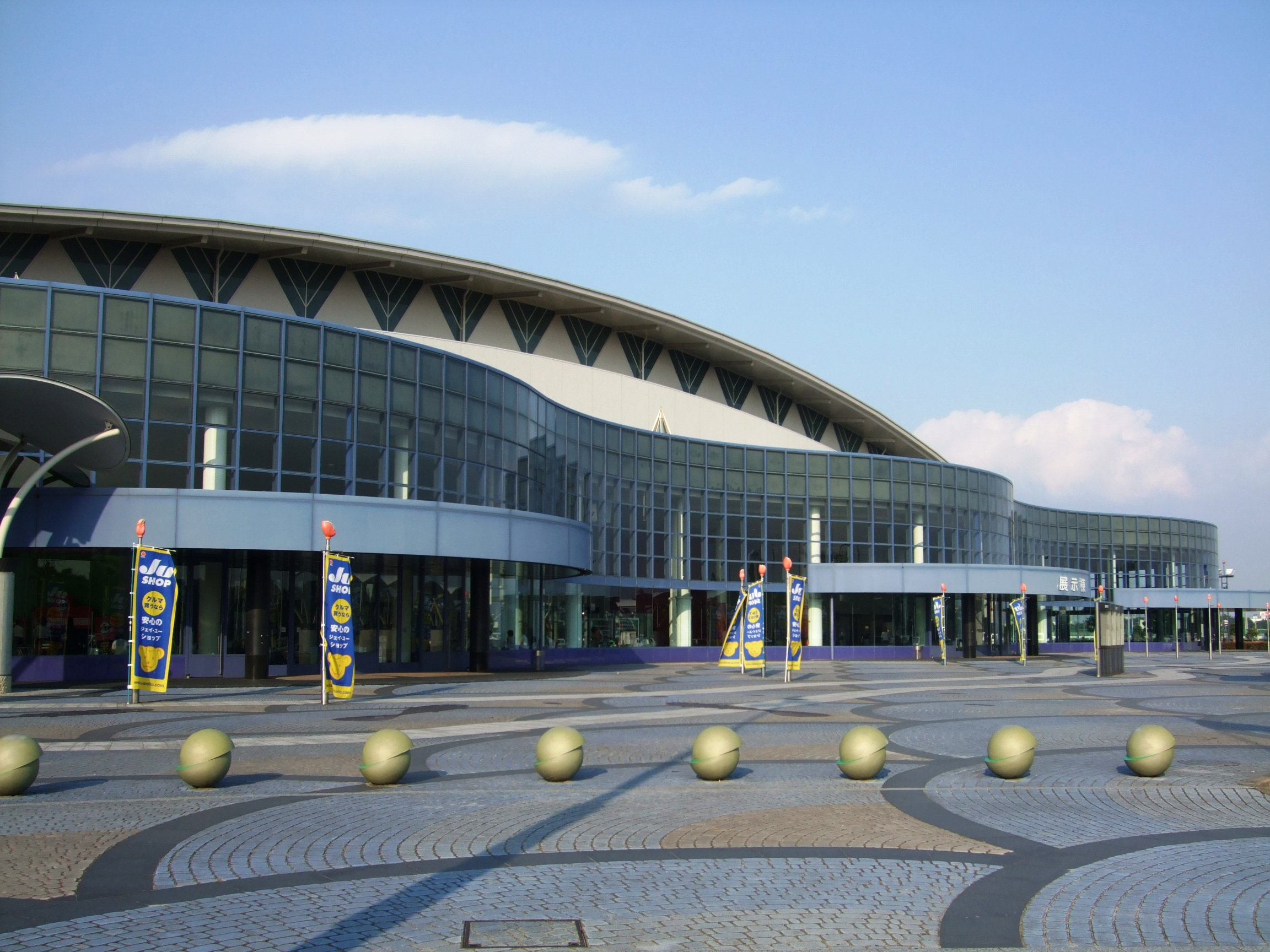
夢メッセみやぎ
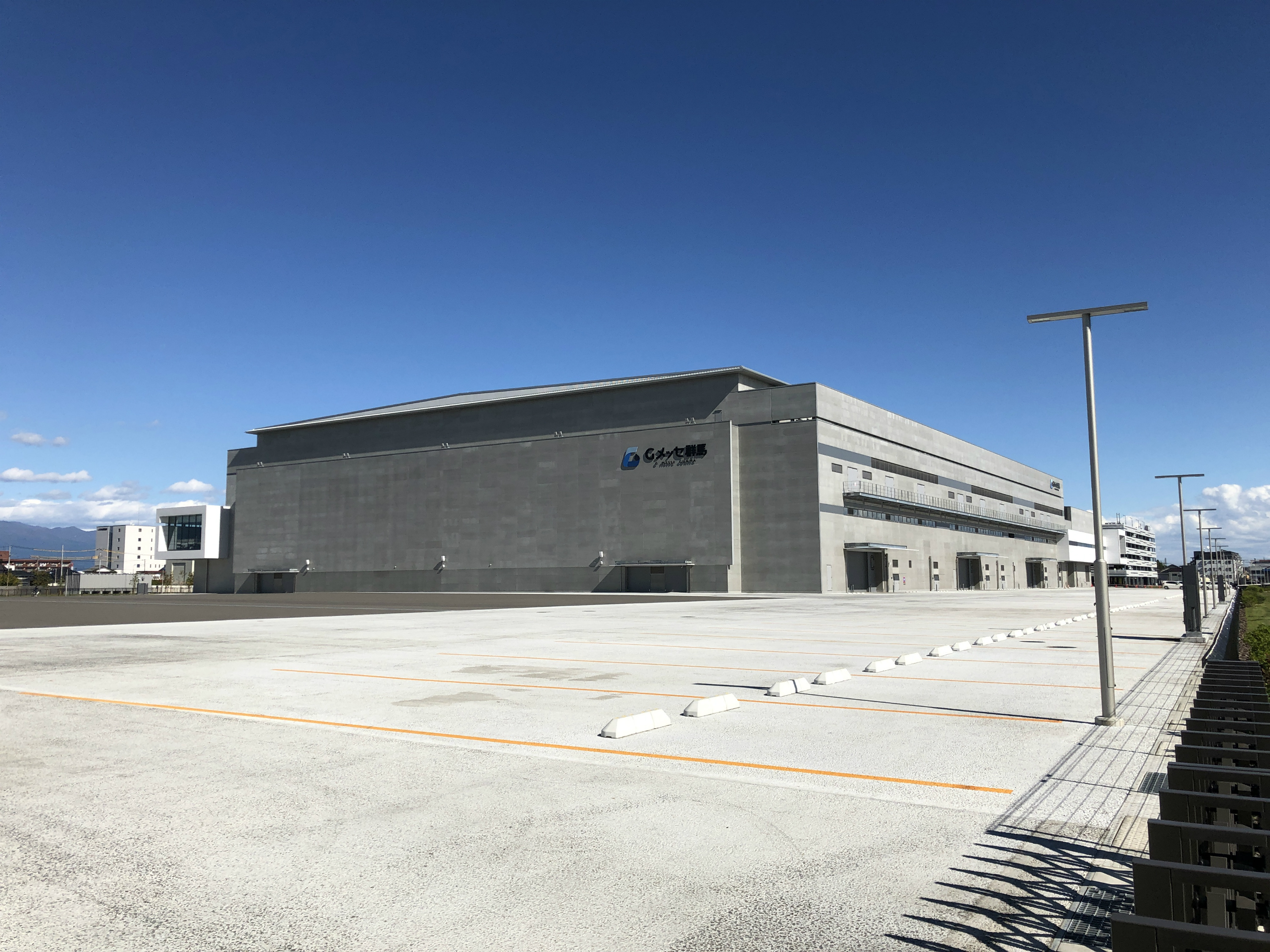
群馬コンベンションセンター
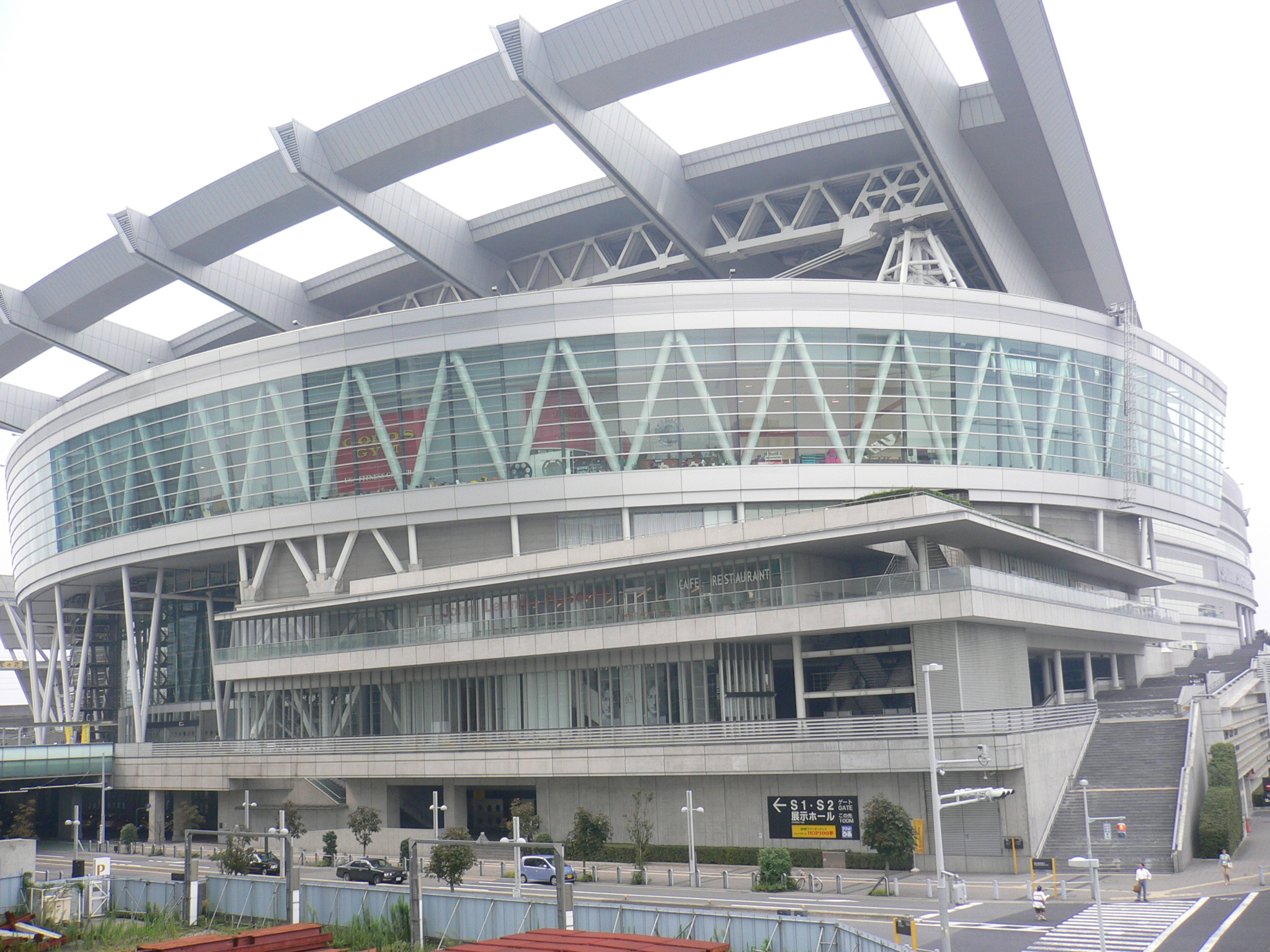
さいたまスーパーアリーナ
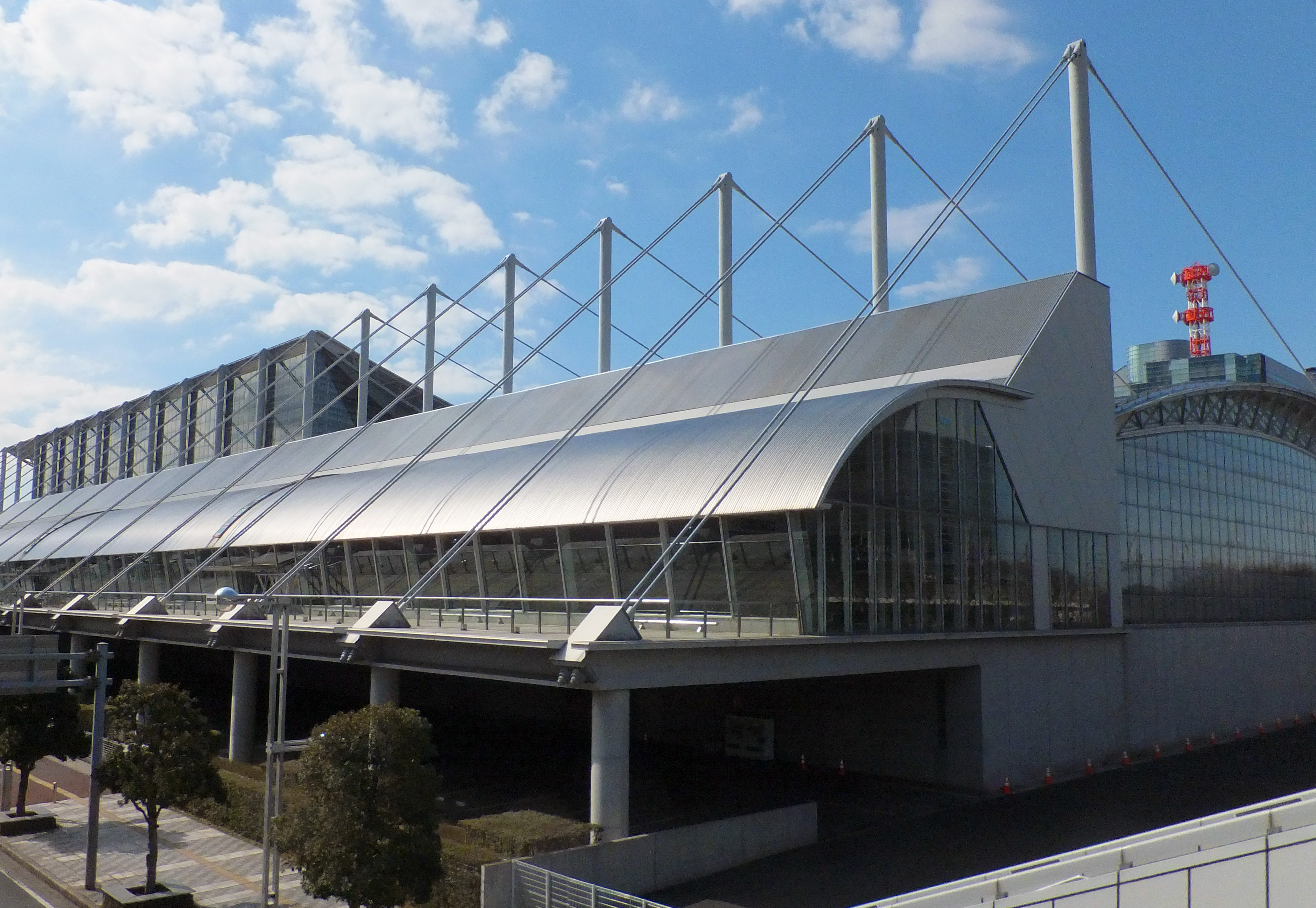
幕張メッセ
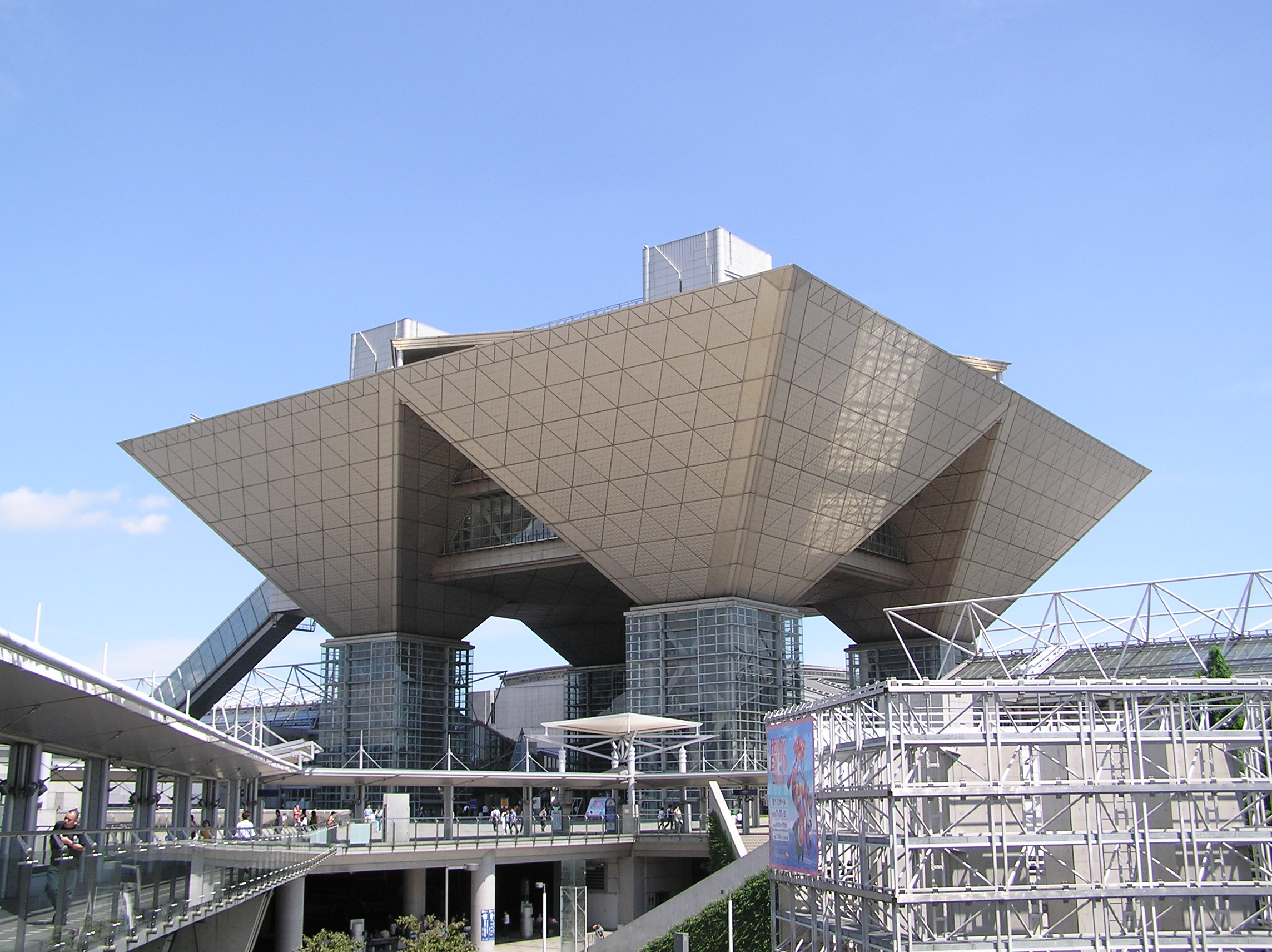
東京ビッグサイト
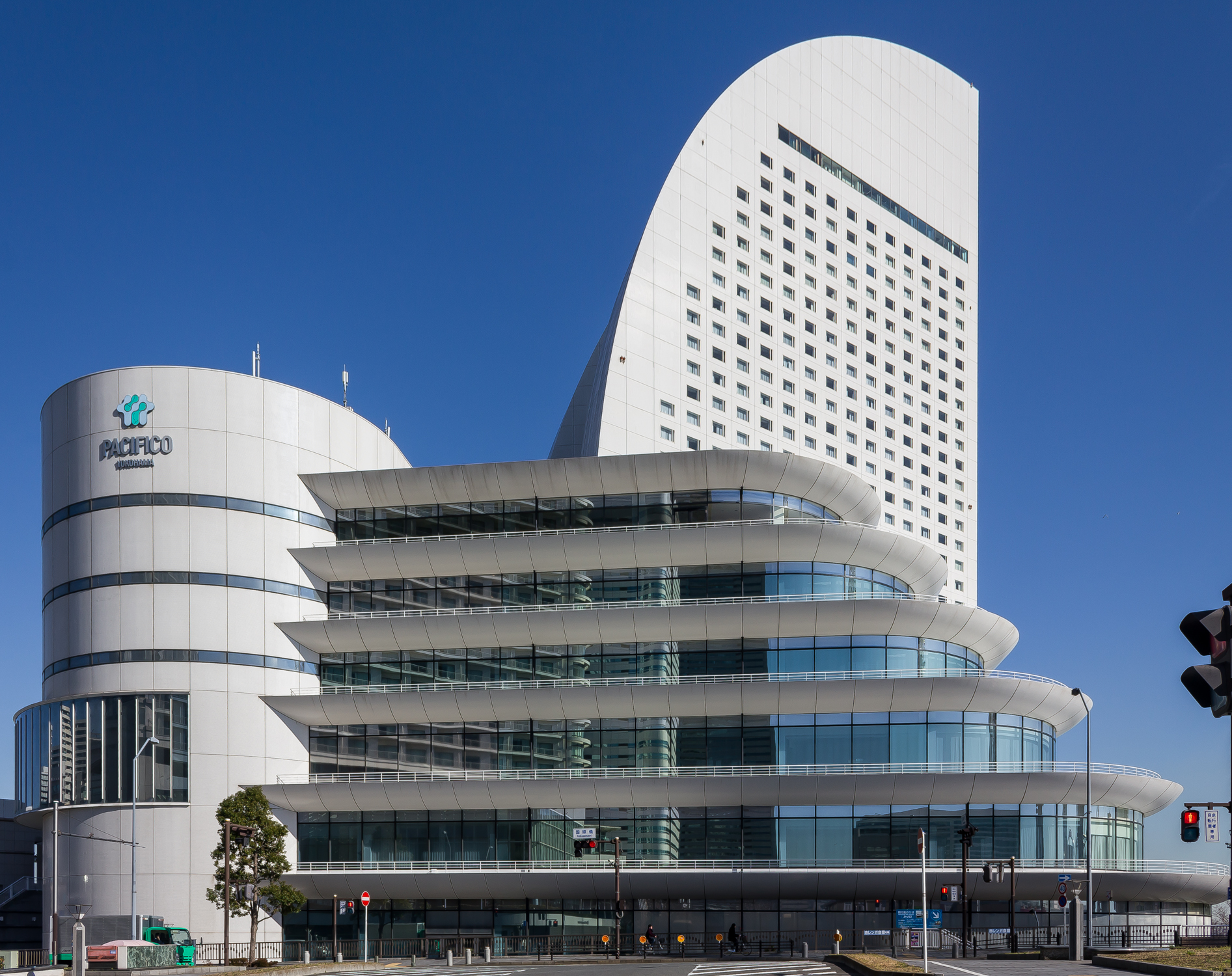
パシフィコ横浜
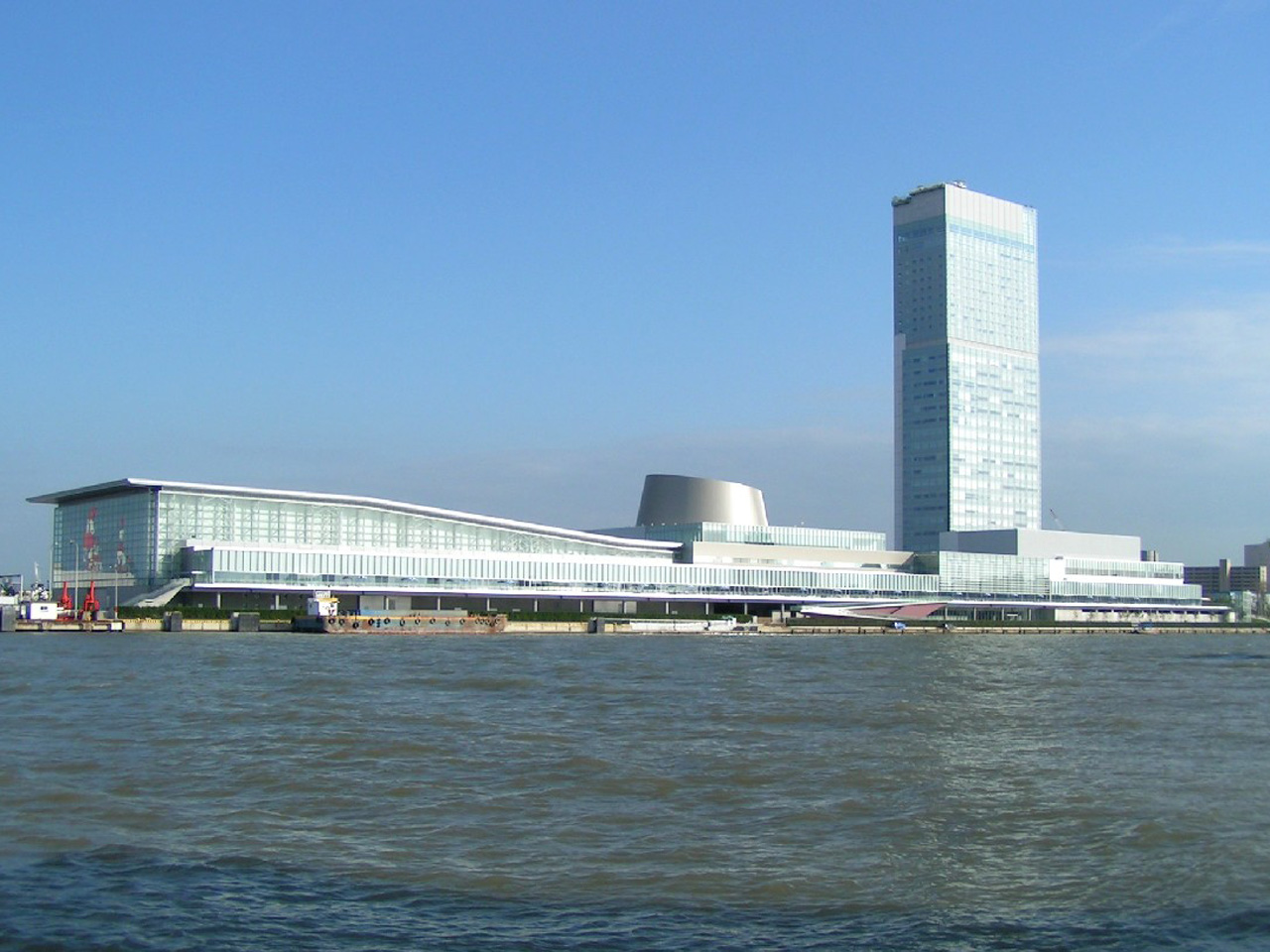
朱鷺メッセ
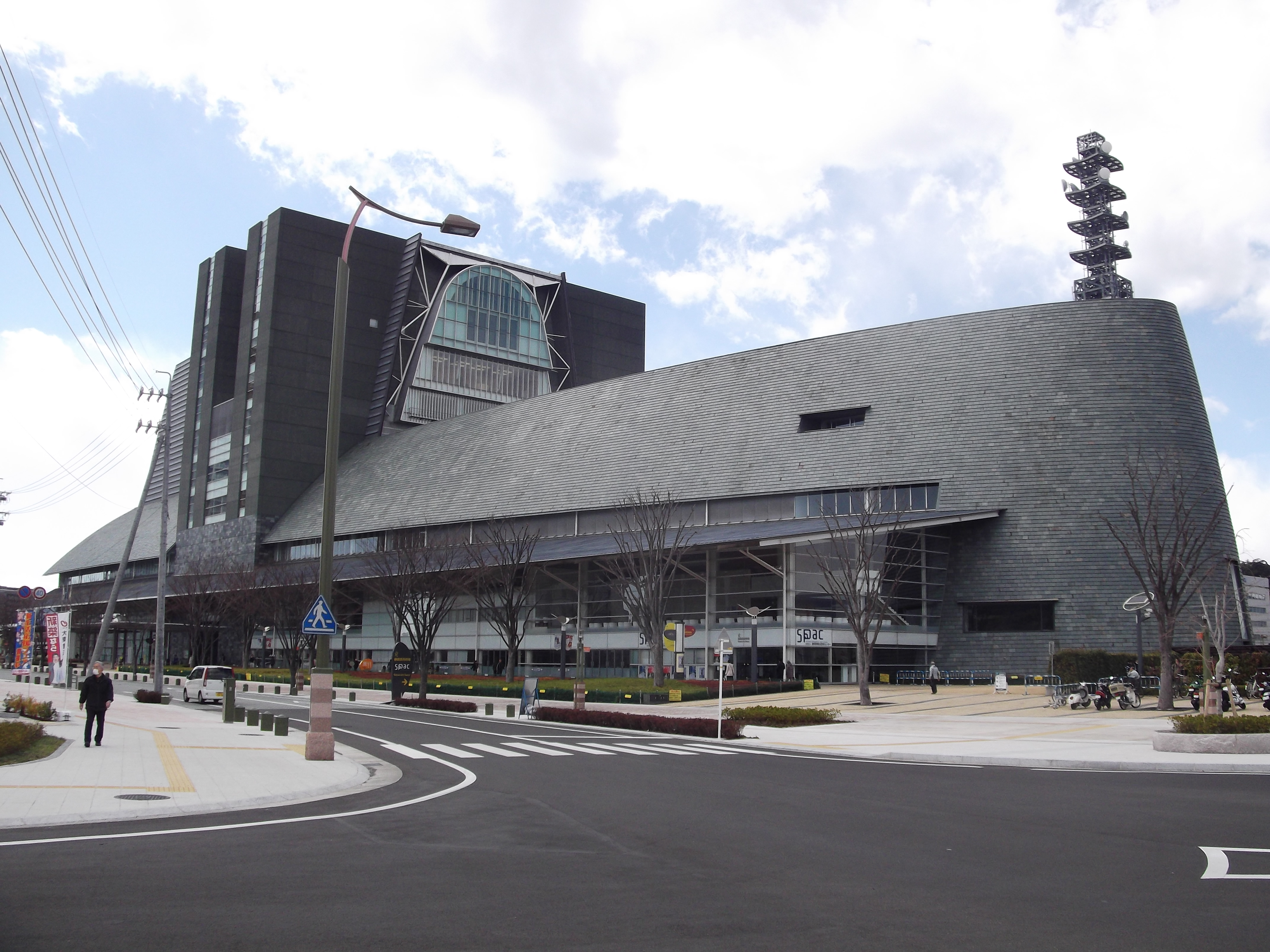
グランシップ
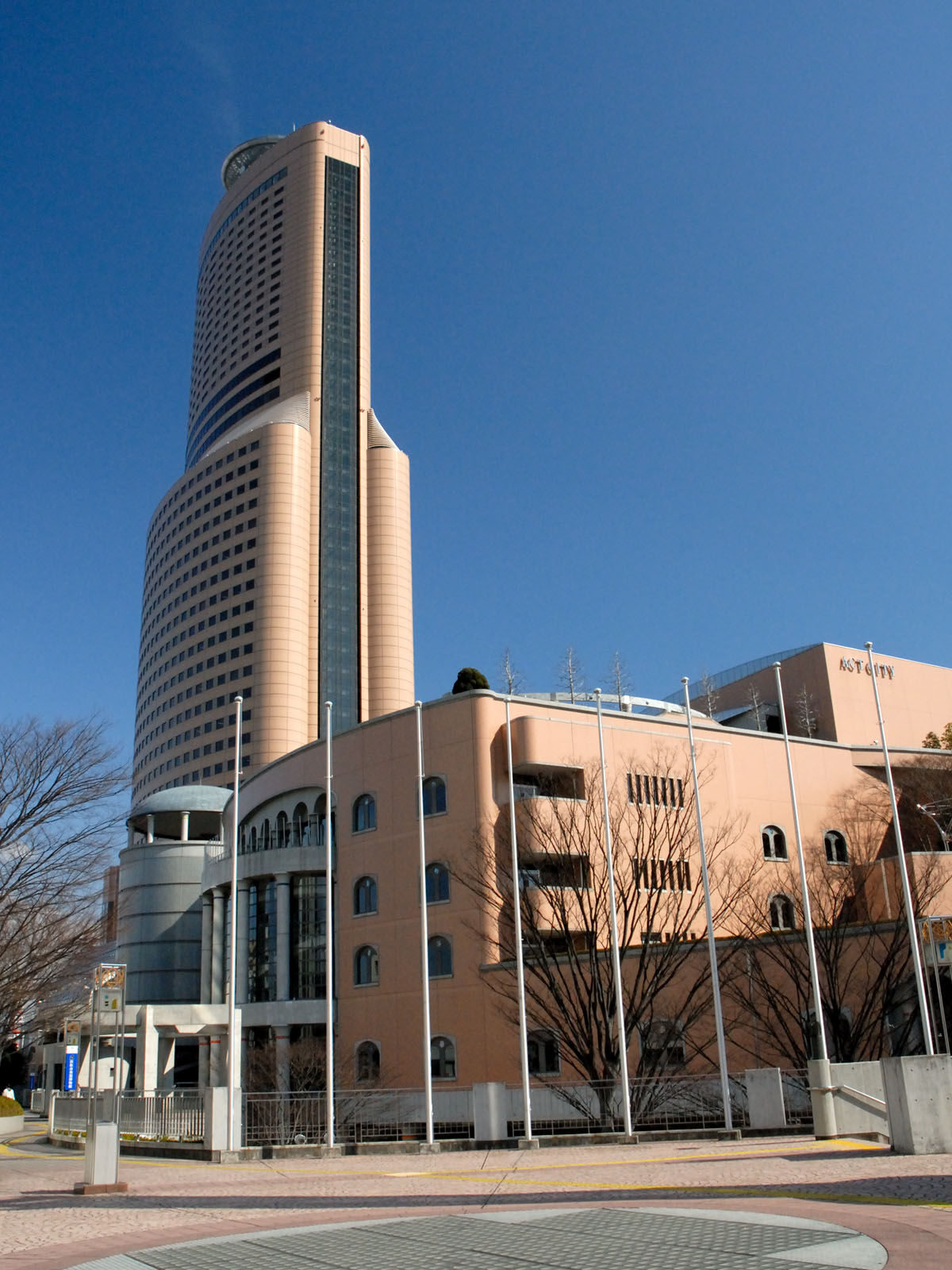
アクトシティ浜松
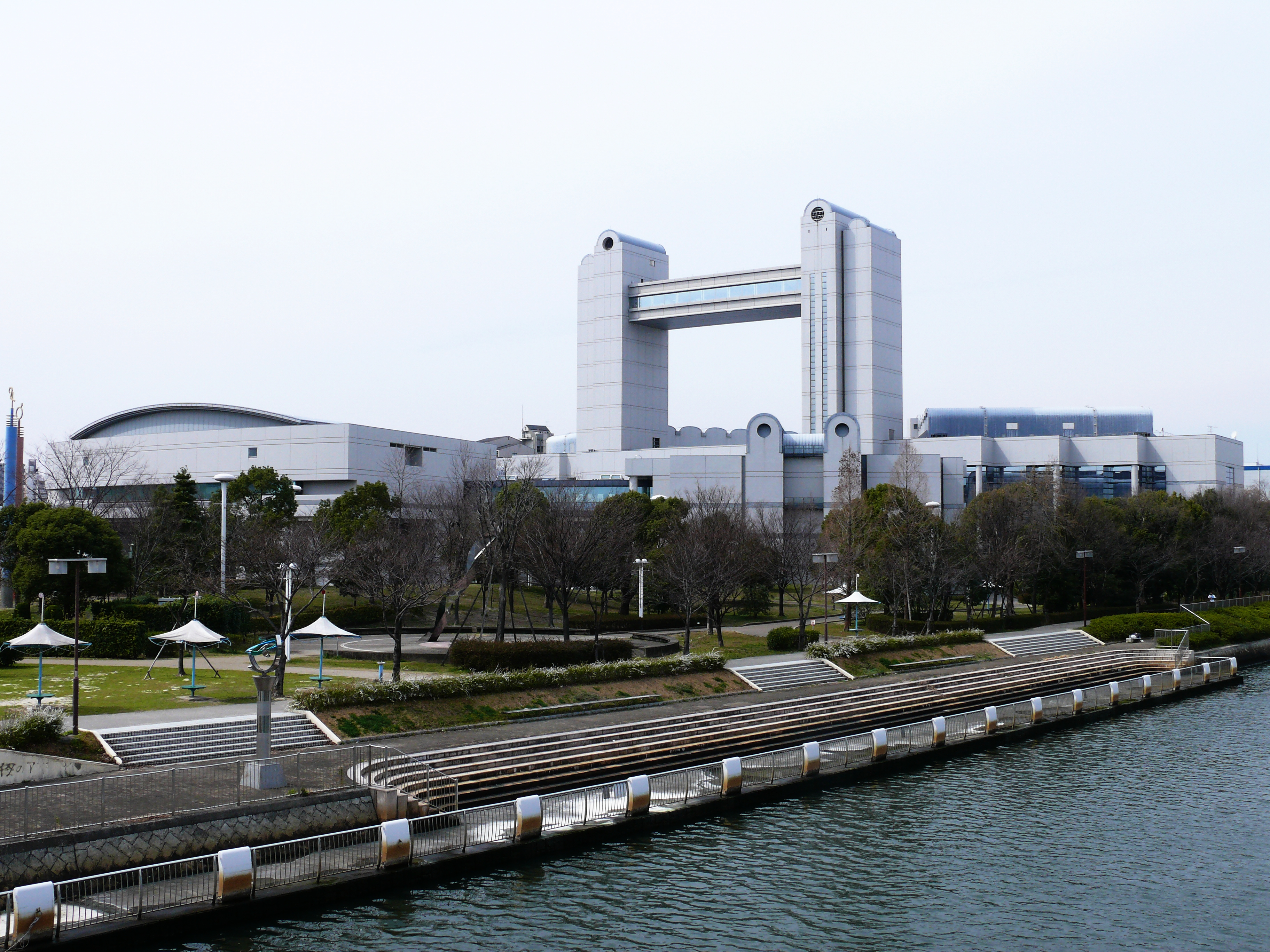
名古屋センチュリーホール
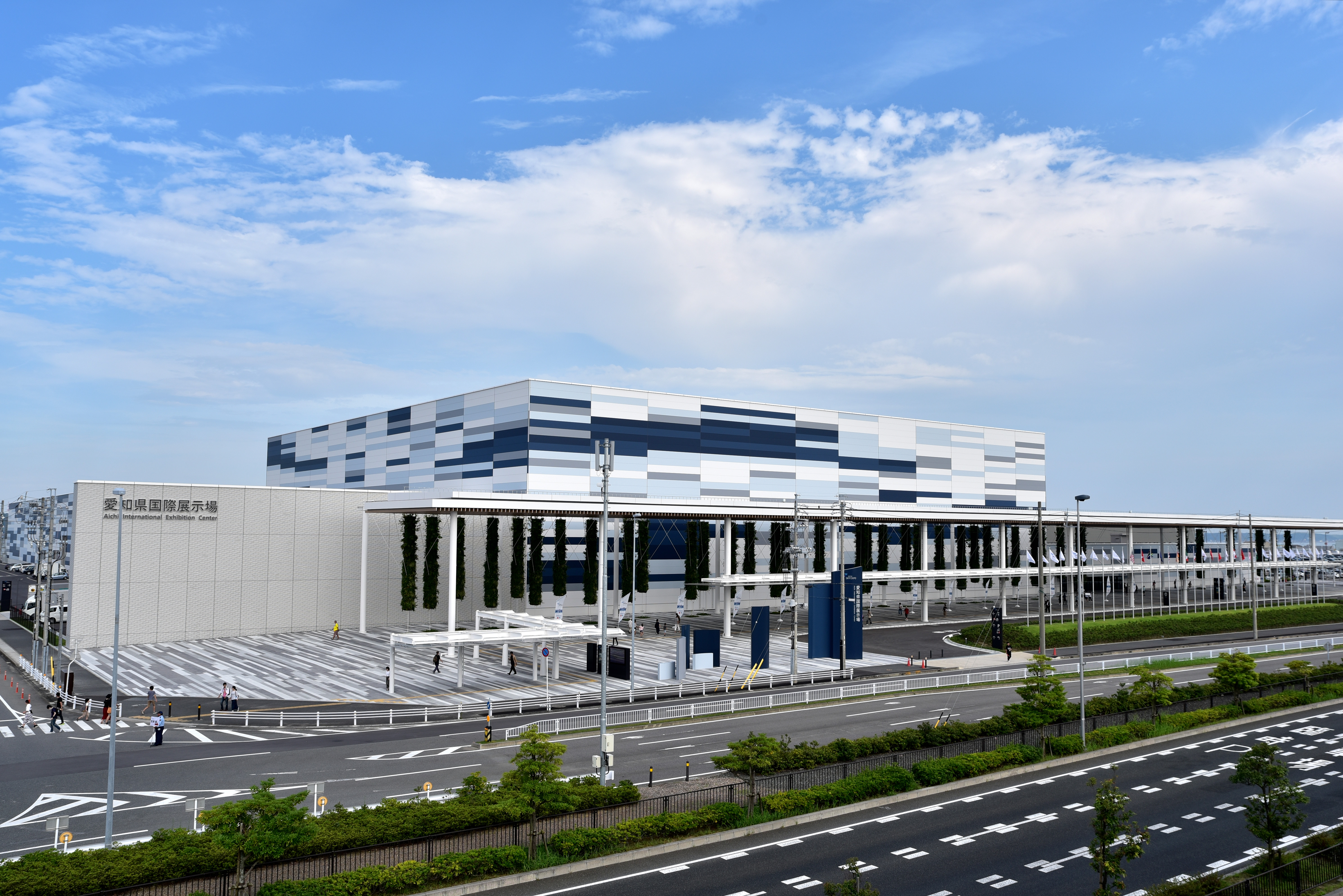
Aichi Sky Expo
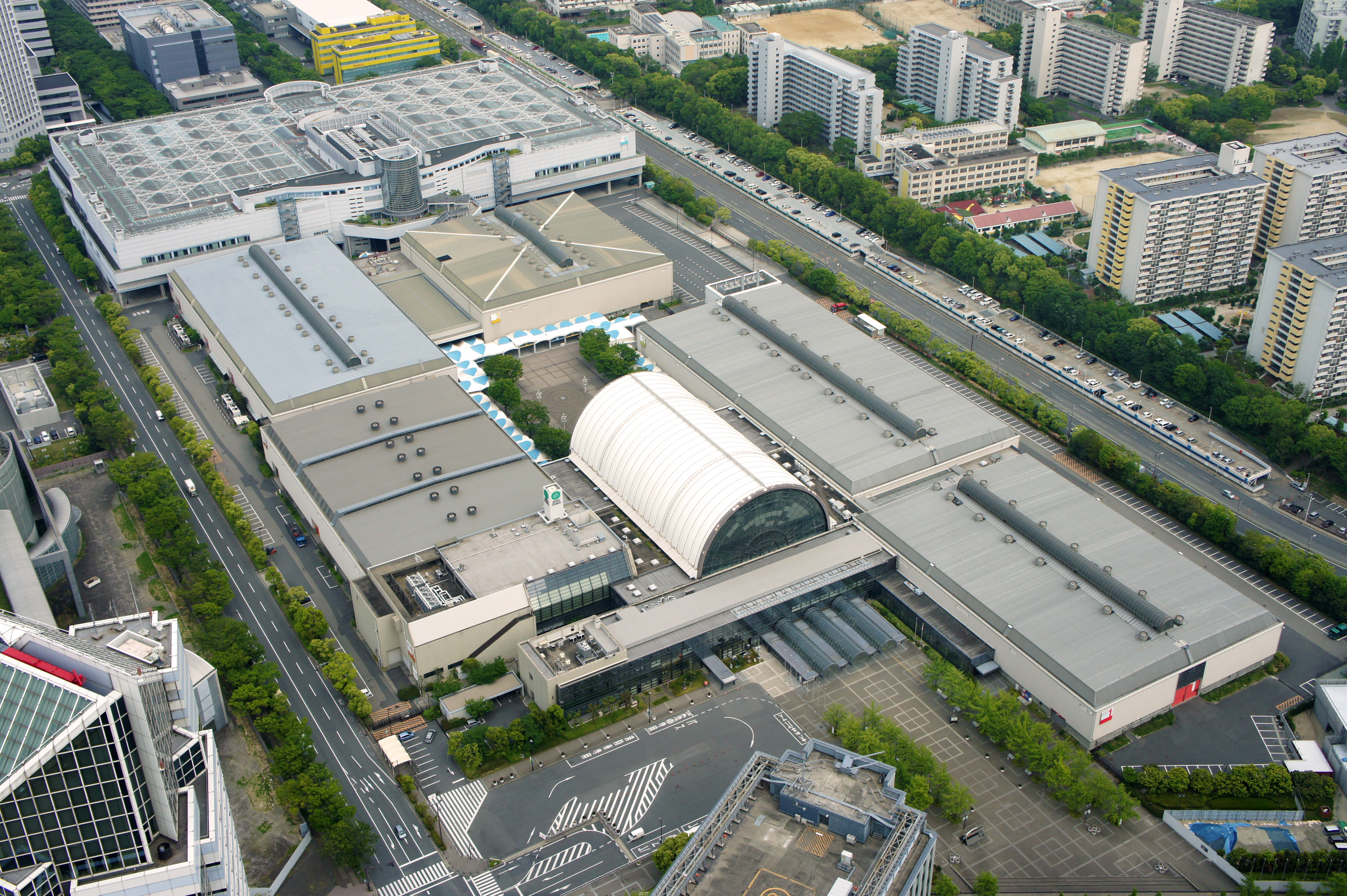
インテックス大阪
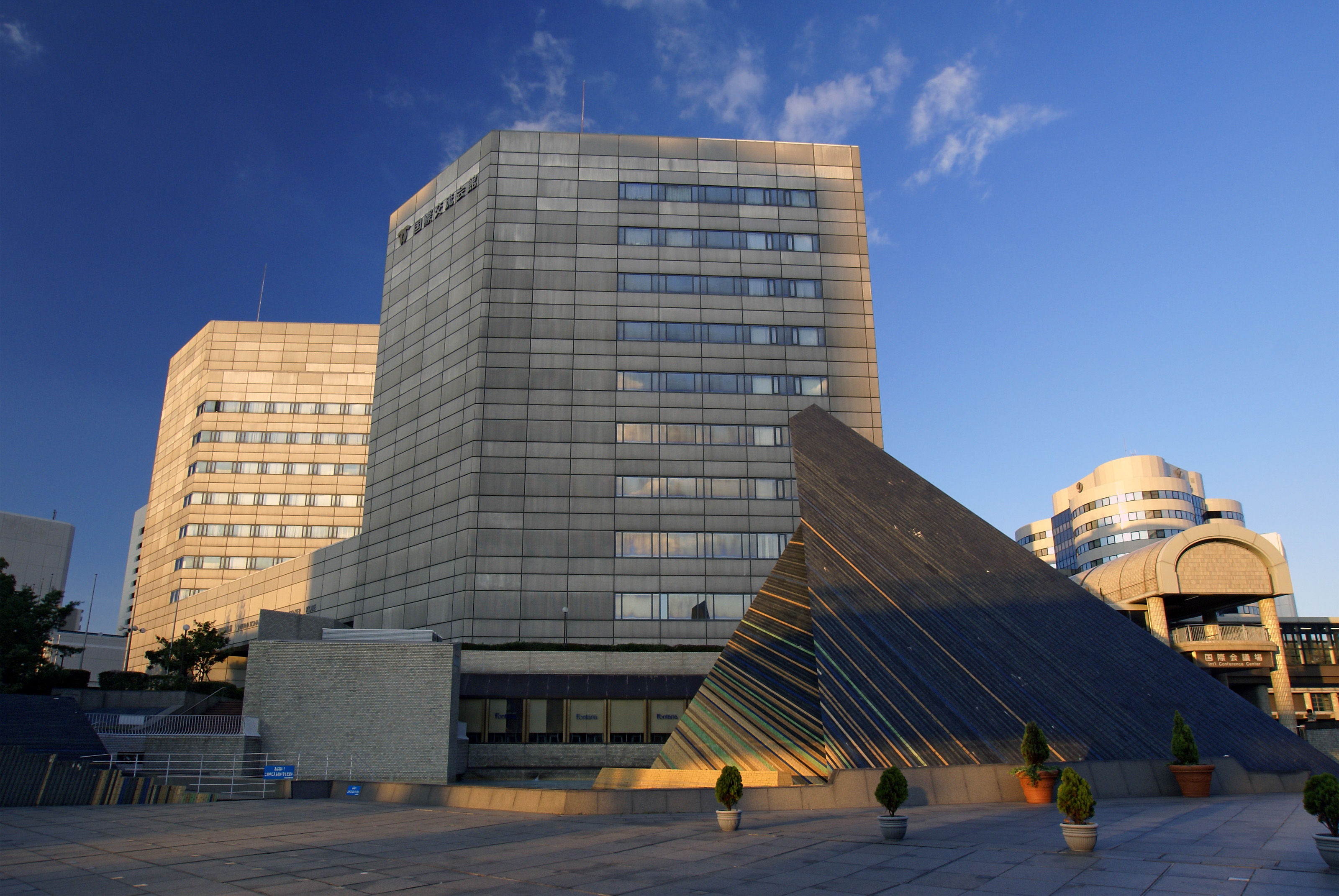
神戸コンベンションコンプレックス
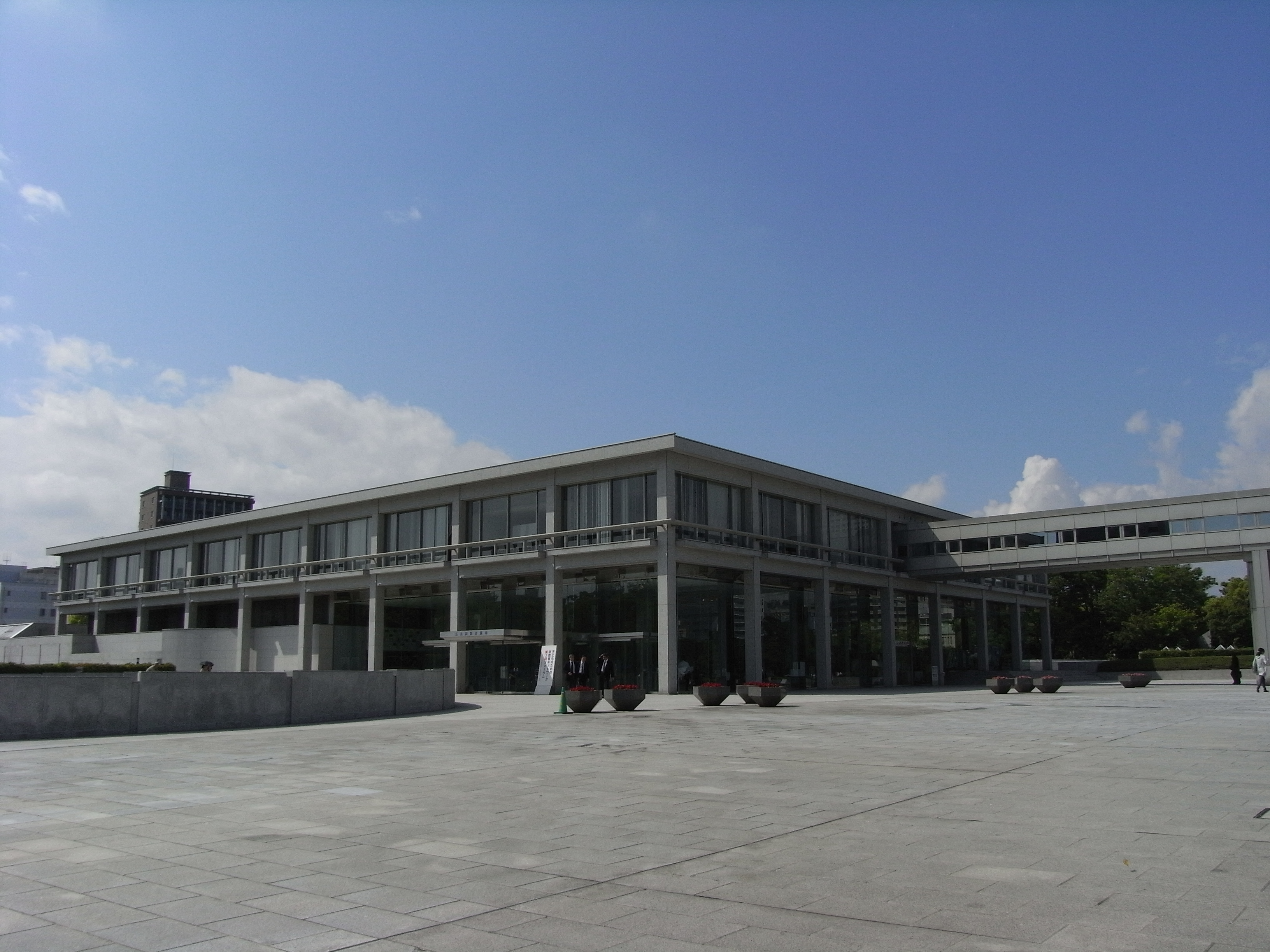
広島国際会議場
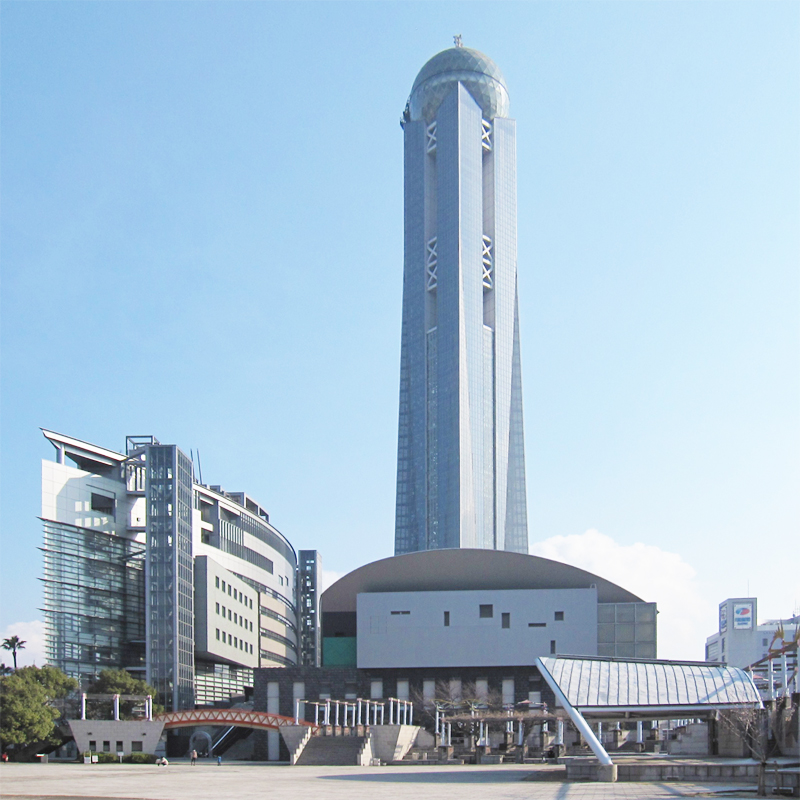
山口県国際総合センター（海峡メッセ下関）
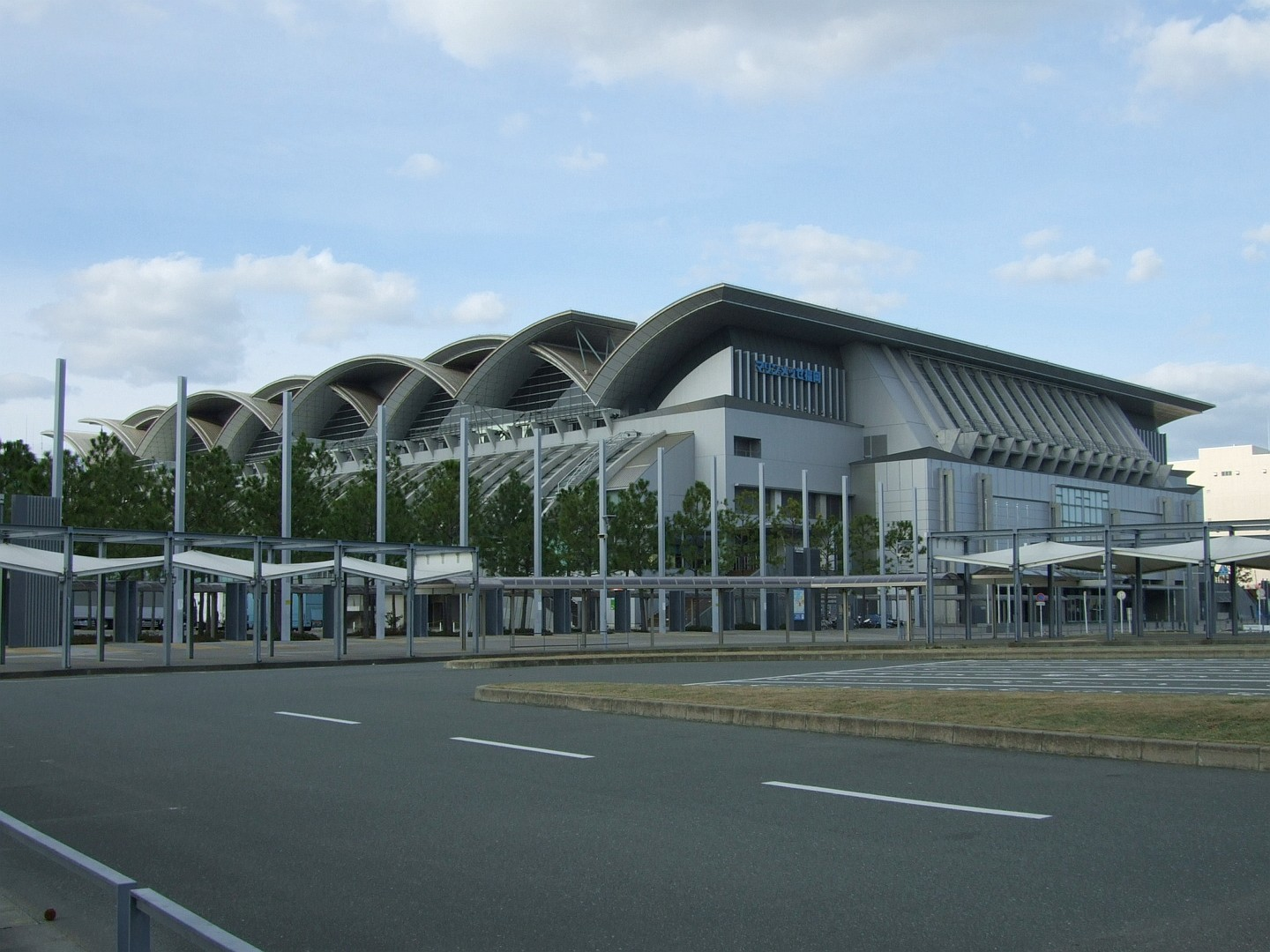
マリンメッセ福岡
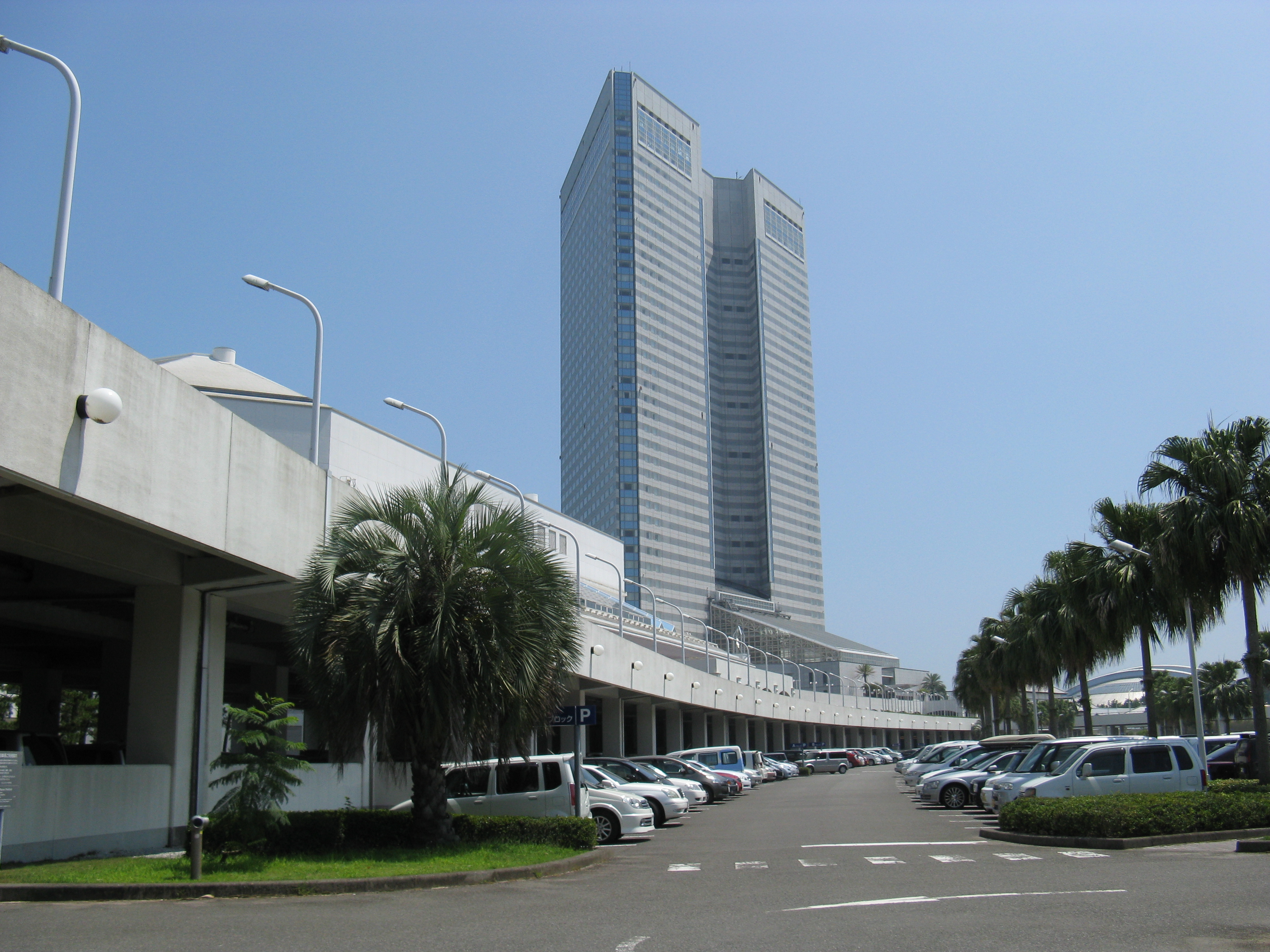
フェニックス・シーガイア・リゾート